# Takafumi Horie
Takafumi Horie (japanska: 堀江 貴文?, Horie Takafumi), född 29 oktober 1972), är en japansk IT-entreprenör som startade internetföretaget Livedoor 1995. Företaget hade under sin storhetstid kontor i det prestigefyllda området Roppongi Hills i Tokyo. Horie dömdes till fängelse år 2007 efter att ha åtalats för finansiell brottslighet. Den allmänna opinionen var tudelad om fallet, då Horie också ansågs vara en ny och dynamisk typ av företagare i ett samhälle som präglas av konservatism - många ansåg att han åtalats på falska grunder efter att ha irriterat etablissemanget med sina okonventionella metoder, till exempel att han klädde sig informellt.